# Diritti LGBT in Afghanistan
I diritti LGBT in Afghanistan sono ancora molto critici a causa della mentalità estremamente conservatrice della società. Omosessualità e travestitismo non sono più pratiche illegali punibili tramite pena di morte dopo la caduta del regime dei Talebani nel 2001. Tuttavia, nelle zone rurali e sotto il controllo dei talebani, dove anche i capi locali dei villaggi assumono interamente su di sé il potere legale, essi vengono considerati dei reati molto gravi, punibili anche con la pena di morte, in quanto coloro che governano hanno facoltà di vita o di morte sugli abitanti.
Il cambiamento ufficiale di regime, avvenuto a partire dal 2004 con l'insediamento di Hamid Karzai, sembra d'altronde non aver avuto alcun impatto positivo degno di nota nei riguardi dello status giuridico di uomini e donne LGBT.
La restaurazione del codice civile del 1976 ha eliminato l'omosessualità dai reati. Omosessualità e travestitismo sono ampiamente considerate attività tabù e indegne di un vero uomo, a causa dei costumi islamici tradizionali in materia di ruoli di genere e di "adeguatezza" di comportamento sessuale: la stragrande maggioranza dei cittadini afghani sono di religione musulmana, e la dottrina morale islamica si riflette anche nella costituzione della nazione e delle leggi vigenti. Quando se ne discute pubblicamente, l'omosessualità è sempre collegata alla prostituzione e alla pedofilia e il livello di consapevolezza generale circa l'orientamento sessuale o l'identità di genere è molto limitato.
Nel 2011 alcuni giornalisti afghani intervistarono degli uomini che avevano appiccicato sui loro veicoli degli adesivi con simboli dell'orgoglio LGBT, scoprendo che essi erano a conoscenza solo del significato pacifista della bandiera arcobaleno: appreso il significato di quei simboli, immediatamente iniziò la rimozione di tutti gli adesivi per evitare di essere scambiati per sostenitori dei diritti delle persone LGBT, o addirittura di essere scambiati per gay.
Nel 2021 il giudice Gul Rahim ha ritenuto giustissime le pene previste per gli omosessuali, in base all’interpretazione della Shari'a. Rahim ha affermato che essi devono essere uccisi schiacciati da un muro alto 3 metri o lapidati.

## Pratiche sessuali con i ragazzi
Nonostante gli atteggiamenti sociali estremamente negativi e i relativi divieti di legge, vi è storicamente sempre stata all'interno della cultura afghana una certa forma istituzionalizzata di bisessualità. Ciò si verifica quando degli adolescenti privi di famiglia e abbandonati a se stessi vengono rapiti con l'intento di far da schiavi sessuali ad uomini adulti, di solito dei capi-tribù, o quando un uomo adulto compra i favori sessuali di un ragazzo attraverso soldi o regali. Queste attività sono tollerate all'interno della cultura afghana, in quanto non sono in alcun modo percepiti come espressione d'una autentica identità omosessuale, ma piuttosto espressione del potere di dominio maschile: difatti al ragazzo in queste situazioni viene imposto d'assumere il ruolo "da femmina" nel rapporto.
I membri della milizia paramilitare in genere non hanno facile accesso alle donne, cosicché ragazzini anche solo di 13-14 anni a volte vengono rapiti per essere violentati dai soldati afghani; alcuni di questi adolescenti maschi diventano successivamente i prostituti di tutti i membri della milizia militare in cui si trovano, e questo del tutto indipendentemente dal loro effettivo orientamento sessuale.
Gli uomini coinvolti vengono chiamati Bacha baz in persiano e sembrano essere maggiormente presenti all'interno delle grandi città, molto probabilmente a causa della povertà e dei severissimi tabù sociali che circondano l'interazione tra uomini e donne: comunque è stata emanata una legge che vieta ai soldati afghani di tenere il proprio Ashna (concubino) all'interno della caserma.
Nel 2007 un rapporto ha dichiarato che la pratica del Bacha bareesh (utilizzare un ragazzo ancora imberbe in qualità di oggetto sessuale) è ancora diffusa in molte zone del Nord del paese: questa pratica coinvolge gli stessi adolescenti i quali, vestiti in abiti muliebri (come fossero danzatrici o cortigiane) vengono costretti a partecipare a gare di ballo e poi anche a impegnarsi in atti sessuali con i presenti.
Anche e soprattutto a seguito di tutto questo l'omosessualità viene sempre associata con l'abuso sessuale e la prostituzione, equivoco popolare che si riflette nel sistema giuridico della nazione.

## Gli anni del regime talebano
Quando i talebani presero il controllo del paese nel 1990 a seguito del ritiro delle truppe sovietiche (vedi Guerra in Afghanistan (1979-1989)), criminalizzarono tutti i rapporti sessuali al di fuori del matrimonio eterosessuale e spesso fecero eseguire condanne pubbliche contro uomini e donne accusati di aver commesso i reati di fornicazione e adulterio o essersi macchiati della colpa di sodomia.
Dopo che nel 1994 il supremo leader talebano, il mullah Omar, salvò un ragazzo che stava per subire violenza sessuale da due generali delle truppe stanziate a Kandahar decretando che l'atto sodomitico sia violento sia reciprocamente consensuale dovesse essere considerato alla stregua dell'omicidio e punito quindi con la pena capitale. Ciò fu la prassi comune fino al 2001.

## Codice penale
L'insieme di leggi nazionali del 1976, ripristinato dopo la liberazione dal regime talebano avvenuta con l'arrivo delle truppe occidentali, ha una serie di disposizioni che possono essere applicate anche alle persone LGBT, tra cui:
- Art 398: una pena molto lieve per i delitti d'onore commessi dopo aver scoperto che membri della famiglia si erano macchiati dei delitti di fornicazione, adulterio e omosessualità.
- Art 426: prescrive lunghe pene detentive contro adulterio e pederastia, quest'ultimo interpretato anche nel senso di sodomia, anche se le persone coinvolte sono adulti consenzienti. La pena massima aumenta se la vittima è sotto i 18 anni di età, se l'abusante si trova in una posizione di autorità nei confronti della vittima, se il reato è stato compiuto più volte a ripetizione o infine se la violenza ha ottenuto come risultato la diffusione di qualche malattia a trasmissione sessuale.
- Art 512: prescrive la multa e anche l'arresto per chi venga sorpreso a 'spiare in maniera ripugnante'.

### Diritto di famiglia
La legge afghana sul matrimonio datata 1971 stabilisce che per risultare legale l'unione dev'essere tra due musulmani adulti di sesso opposto, deve rispettare quindi tutte le regole della legge islamica. Anche se non viene affrontata esplicitamente la questione riguardante coppie dello stesso sesso, l'Art 41 stabilisce che nei casi in cui il diritto taccia su una particolare questione, si decide in base ai principi sacri della legge islamica. Allo stesso modo la legge sui matrimoni e la circoncisione del 1949 parla del matrimonio come via unica possibile di unione tra uomo e donna, stabilendo che i matrimoni debbano seguire in tutto la legge islamica.
L'Art 431 prevede che sia accusato di "istigazione alla delinquenza" un adulto che promuova o assista ad atti di adulterio, omosessualità o prostituzione in cui siano coinvolti minori di 18 anni. Nel 2007 il The Sydney Morning Herald riferì la notizia riguardante un uomo di tribù pashtun che s'innamorò di un ragazzo di 16 anni, tanto da "sposarlo" seguendo il rito matrimoniale ufficiale, provocando indignazione tra i leader islamici: dopo che trapelò lo scandalo gli anziani della tribù convocarono un consiglio tribale d'emergenza per decidere come rispondere all'atto "immorale e vergognoso". Successivamente entrambi subirono l'esecuzione sommaria in Pakistan.

## Legge islamica
La Costituzione stabilisce che l'Afghanistan è una repubblica islamica, quindi tutte le persone LGBT possono in qualsiasi momento essere accusate d'aver violato la Shariah; ciò può accadere in alternativa o in aggiunta alle norme del codice penale. La legge della Shariah viene eseguita più di frequente all'interno d'isolate comunità rurali, dove cittadini privati e gruppi di "vigilantes" cercano di punire chi non segue i rigidi costumi imposti dalla religione musulmana.
Nelle città le persone condannate per omosessualità finiscono generalmente in carcere; nel 2004 un consulente del governo statunitense è stato arrestato e condannato ad una pena detentiva per aver commesso atti omosessuali con un uomo afghano.

## Politica, discriminazione e censura
Non esiste alcuna legge specifica per combattere la discriminazione o le molestie sulla base dell'orientamento sessuale o dell'identità di genere. In risposta alle pressanti richieste straniere il partito socialdemocratico del paese ha dichiarato che favorisce lo sforzo internazionale per combattere la pandemia dell'AIDS, ma che per quanto riguarda l'omosessualità e i matrimoni tra persone dello stesso sesso si oppongono fermamente così come fanno tutte le maggiori religioni del pianeta. Nessun partito politico o movimento ha mai espresso il proprio sostegno a favore dell'acquisizione dei più elementari diritti per le persone LGBT.
La legge attualmente vieta gruppi di interesse comune o club privati che siano in palese contrasto con la morale religiosa: in assenza d'una modifica di questa legge è altamente improbabile che una qualsiasi organizzazione politica o sociale a favore dei diritti LGBT possa aver il permesso di esistere per promuovere liberamente i suoi punti di vista.
L'Art 32 della legge sulla stampa promulgata nel 2002 vieta qualsiasi pubblicazione atta a promuovere l'"incitamento alla depravazione"; allo stesso modo l'Art 27 della legge postale datata 1972 vieta l'utilizzo del servizio postale per lo scambio di pubblicazioni ripugnanti e contrarie alla pubblica decenza e alla morale. Queste due disposizioni posson venir utilizzate per censurare la pubblicazione di qualsivoglia materiale sostenente i diritti dei gay o anche solo che parli in generale di omosessualità.
Hamid Zaher, nato nel 1974, è uno scrittore e attivista a favore dei diritti dei gay che è fuggito in Canada per evitare il matrimonio con una donna a cui la famiglia voleva costringerlo; nel 2009 ha pubblicato un libro che narra la sua infanzia e l'educazione ricevuta in Afghanistan, un paese a suo dire di matrice integralista islamica che punisce l'omosessualità con la pena di morte. A seguito di ciò la famiglia l'ha rinnegato.

## Tabella riassuntiva
| Legalità dell'attività omosessuale                                                        | (secondo il codice penale del 1976 l'omosessualità non è punibile tramite alcuna pena, tuttavia in diverse zone la pena di morte o la reclusione è ciò che spetta a colpevoli di sodomia) |
| Parità di età del consenso                                                                | No |
| Leggi anti-discriminazione nel mondo del lavoro                                           | No |
| Leggi anti-discriminazione nella fornitura di beni e servizi                              | No |
| Leggi anti-discriminazione contro espressioni di odio e di violenza                       | No |
| Matrimonio tra persone dello stesso sesso                                                 | No |
| Riconoscimento delle coppie dello stesso sesso                                            | No |
| Adozione da parte di coppie dello stesso sesso                                            | No |
| Adozione congiunta                                                                        | No |
| Permesso di servire apertamente come gay nelle forze armate                               | No |
| Diritto legale di cambiare anagraficamente e fisicamente sesso (per persone transessuali) | No |
| L'accesso alla fecondazione in vitro per le lesbiche                                      | No |
| Maternità surrogata commerciale per le coppie maschili gay                                | No |
| Permesso di donare il sangue                                                              | No |